# Хвостов, Николай Алексеевич
Николай Алексеевич Хвостов (1844, Орловская губерния — 27 декабря 1913 (9 января 1914), Санкт-Петербург) — русский государственный деятель, сенатор, член Государственного совета. Тайный советник.

## Биография
Потомственный дворянин Орловской губернии, родился в 1844 году в семье дворянина Алексея Николаевича Хвостова и его жены Екатерины Лукиничны (урождённая Жемчужникова). Трое младших братьев Николая — Сергей, Александр и Алексей — также впоследствии получили высокие должности в Российской империи.
В 1863 году окончил 4-ю Московскую гимназию, затем — со степенью кандидата прав юридический факультет Московского университета. Государственную службу начал 24 мая 1868 года по судебному ведомству, причём все 1870-е и начало 1880-х годов принимал горячее участие в делах земства Орловской губернии, состоя уездным и губернским гласным, членом ревизионных и других комиссий.
По докладам, представленным им губернскому земскому собранию, последовало в 1880 году ходатайство земства о пересмотре законов о питейной торговле и о крестьянских переселениях. В начале 1884 года при учреждении особого 2-го департамента Сената для рассмотрения крестьянских дел, Хвостов был назначен состоящим за обер-прокурорским столом и исполняющим обязанности товарища обер-прокурора. В том же году он был утверждён в должности товарища обер-прокурора и занимал эту должность в течение 8 лет.
В 1892 году он был назначен членом консультации при Министерстве юстиции и членом железнодорожного совета; с 1 января 1892 года состоял в чине действительного статского советника. Занимая эти должности в течение трёх лет, он в это же время был представителем Министерства юстиции в присутствии по горнозаводским делам при Министерстве государственных имуществ.
2 апреля 1895 года он был назначен на должность обер-прокурора 2-го Департамента Правительствующего сената. С 1896 года был также правителем канцелярии Министерства внутренних дел;
Был назначен сенатором 9 января 1904 года. Также в 1904 году состоял председателем комиссии о надельных землях и об ограничении крестьянских наделов, избранной Совещанием Орловской губернии по пересмотру законоположений о крестьянах.
С 1 января 1908 года — член Государственного совета.
Был постоянным сотрудником газеты «Русь» под редакцией И. С. Аксакова.
Имел родовое имение в Орловской губернии (860 десятин) и 700 десятин в Нижегородской губернии. Кроме этого за женой в Орловской губернии числилось ещё 293 десятины земли.
Умер 27 декабря 1913 (9 января 1914) года в Санкт-Петербурге.

## Награды
- орден Св. Анны 2-й ст. (1889)
- орден Св. Владимира 3-й ст. (1896)
- орден Св. Станислава 1-й ст. (1898)

## Семья
От брака с Екатериной Порфирьевной Сухотиной (1851—?) имел несколько детей, из них сын Алексей (1872—1918), камергер двора; дочь Наталья (1888—1977), фрейлина двора (22.07.1908), замужем (с 1910) за графом Павлом Константиновичем Ламздорфом (1879—1954), сыном К. Н. Ламздорфа.